# Nada que ocultar
Nothing to Hide - Nada que ocultar es el séptimo episodio de la primera temporada de la serie de la cadena televisiva de la NBC, Héroes.

## Trama
Claire Bennet tiene la responsabilidad de vigilar a su hermano Lyle cuando su madre, Sandra Bennet, se marcha a un concurso del Sr. Muggles. Zach, el amigo de Claire, aparece con la cinta en la que contiene los intentos de suicidio de Claire, molestándose esta por la irresponsabilidad de Zach al haberla perdido, lo golpea pero al menos se tranquiliza al saber que ella la posee de nuevo. Por desgracia, Lyle, descubre la cinta después de un descuido de Claire sorprendiéndose por las estremecedoras escenas en al que su hermana se auto lesiona, deduciendo inmediatamente la habilidad de Claire. Para comprobar su teoría le clava una grapa en la mano y ve aterrado como la sangre de Claire regresa a su torrente sanguíneo.  Claire, desesperada por que Lyle no lo divulgue, comienza a perseguirlo hasta una camioneta donde este se encierra. Claire y Zach comienzan a tratar de hacerlo salir, siendo al final Claire quién logra que le retorne la cinta. 
Matt Parkman comienza a leer inconscientemente la mente de su esposa, descubriendo que ella le está ocultando algo. Más tarde, en compañía de Audrey Hanson, se ven resolviendo un extraño asesinato en el que un doctor termina severamente quemado por grandes cantidades de radiación. Audrey piensa que se trata de Sylar, sin embargo, Matt, quién prestó más atención a los patrones de asesinato de Sylar, se da cuenta de que este tipo es alguien diferente. Siguiendo como guía las relaciones que tenía el doctor, logran llegar hasta Karen Sprague, la esposa de Ted, a quien anteriormente buscaban creyendo que él es el responsable. Cuando lo encuentran tiene lugar una toma de rehenes en la que Ted toma a una enfermera mientras su esposa agoniza y Matt se revela de gran ayuda diciéndole a Ted los últimos pensamientos que escucha de la mente de su esposa moribunda. Cuando esta fallece, los oficiales lo capturan sin dificultad. Matt regresa a la estación de policía donde se entera de que su esposa lo ha estado engañando con uno de sus superiores, golpeando al hombre tras leer el vulgar pensamiento y se marcha. 

Peter Petrelli continúa teniendo sueños en los que tiene el poder de volar y entre ellos tiene uno en el que mantiene una conversación con su hermano Nathan en el que le demostraba que podía volar. Peter se levanta y recibe una visita de Simone, quien le confirma que su padre falleció hace una hora. Después en el apartamento de Isaac, Peter se entera de que este desapareció junto con todas sus pinturas.

Nathan llega a su hogar en Nueva York, donde se entera de que su madre, Angela, hizo un acuerdo con un editor de una revista para asistir a una comida familiar. También se entera de que el propósito es utilizar a su esposa Heidi para conseguir réditos políticos cuestión a la que se niega, sin embargo Heidi, decidida a ayudar a Nathan, lo persuade de aceptar la propuesta, pero las cosas no salen muy bien cuando Peter se presenta casi arruinando la merienda. Cuando el reportero asegura tener evidencias de que Nathan desapareció varias horas con una rubia involucrada, Peter encubre ese hecho asegurando que la rubia era una doctora, que en compañía de Nathan, fueron lo más pronto posible a arreglar el problema mental que Peter sufría. Terminada la merienda Heidi consulta la versión de Nathan para asegurarse que lo que Peter dijo sea verdad, lo que Nathan asegura verídico.

Niki despierta después de la anterior batalla que tuvo con D.L y comienza a buscar desesperadamente la ayuda de Jessica. Sin embargo, ella no se presenta y comienza a narrarle todo lo sucedido a su amiga Tina. Niki contacta a Nathan, a quien le pide algo de refugio pero éste, al ver los problemas que le causaría, no la ayuda. Finalmente Niki, en un arranque de ira, arroja el teléfono al espejo lo que hace despertar a Jessica. 

D.L y Micah se encuentran huyendo por la carretera, durante su escape ven como un terrible accidente está a punto de suceder. D.L intenta ayudar a la mujer atrapada usando sus habilidades pero el tiempo se le agota y la explosión toma lugar. Afortunadamente Hiro y Ando se encontraban presentes en el lugar, y Hiro usa su habilidad para salvar a D.L y a la mujer. Después del incidente Hiro habla con Micah enseñándole que también posee poderes.Esa misma noche Micah intenta contactar a su madre,  haciendo funcionar, de alguna manera, un teléfono fuera de servicio. En la conversación con su madre, Micah se da cuenta de que se trata de Jessica, no obstante le dice la dirección en donde se encuentra, mientras Jessica prepara un arma.